# Антиох VIII Грип
Антиох VIII Грип (грчки: Γρυπός; умро 96. п. н. е.) је био краљ хеленистичког Селеукидског краљевства од 125. до 96. године п. н. е.

## Биографија
Антиох је био син Деметрија II Никатора и Клеопатре Тее. Припадао је династији Селеукида. Носио је надимак "Грип", што значи "кукаст нос". На самом почетку владавине 123. године п. н. е. поразио је краља Александра II Забина, једног од претендената на престо. Године 121. п. н. е. дао је погубити властиту мајку, након што га је покушала отровати. Од 116. до 111. године п. н. е. водио је грађански рат са братом Антиохом IX. Рат је завршем споразумом и поделом краљевства, након чега је уследио период релативне стабилности државе. Антиох је због своје великодушности био вољен краљ међу поданицима. Убио га је министар Ираклион 96. године п. н. е. Чак петорица синова Антиоха постали су краљеви у наредним деценијама.